# Pelagio Antonio de Labastida y Dávalos

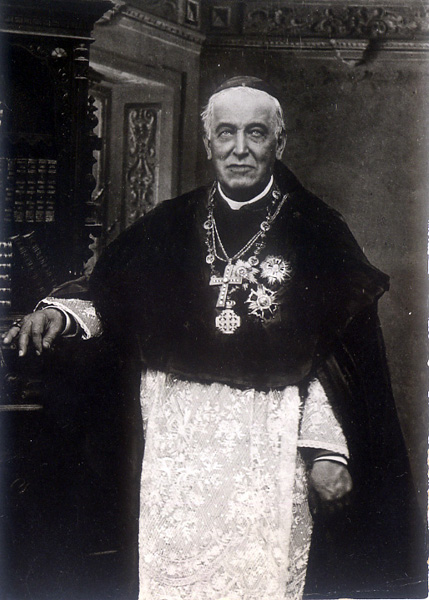
Pelagio Antonio de Labastida y Dávalos

Pelagio Antonio de Labastida y Dávalos (* 21. März 1816 in Zamora de Hidalgo, Michoacán; † 4. Februar 1891 in Oacalco in Yautepec de Zaragoza, Morelos) war ein mexikanischer Geistlicher des 19. Jahrhunderts, Erzbischof von Mexiko vom 18. März 1863 bis zu seinem Tode, ferner Jurist, Doktor des Kanonischen Rechtes und Politiker. Er war Mitglied der kaiserlichen Regentschaft (vom 18. Juni 1863 bis zum 17. November 1863), die über Mexiko herrschte, und lud Erzherzog Ferdinand Maximilian von Österreich auf den Thron von Mexiko ein.

## Geistliche Karriere
Im Jahr 1830 trat Labastida in das Seminar in Morelia ein, wo er später zum Professor und Direktor wurde. Zu seinen Mitschülern zählten Clemente de Jesús Munguía y Núñez, späterer Erzbischof von Michoacán und Melchor Ocampo, späterer Außenminister.
Labastida empfing am 10. November 1839 die Priesterweihe. Er wurde schnell als ein konservativer Orator, Prediger gegen die liberalen und demokratischen Ideen und Widersacher der Freimaurer bekannt. 1854 wurde er zum Stiftsherrn in Morelia. Labastida widersetzte sich den Doktrinen der Liberalen Melchor Ocampo und Miguel Lerdo de Tejada und behandelte sie als Häretiker.
Am 23. März 1855 wurde er zum Bischof von Tlaxcala ernannt. Nach dem Sieg der Konservativen unter Antonio López de Santa Anna spendete ihm der Bischof von Morelia, Clemente de Jesús Munguía y Núñez, am 8. Juli 1855 im Dom von Mexiko-Stadt die Bischofsweihe. Im Dezember 1855 unterstützte er mit Finanzen der Diözese die Rebellion von Antonio Haro y Tamariz, weil die Bundesregierung den Verkauf sämtlicher Güter der Diözese befohlen hatte.
Nach der Rückkehr der Liberalen an die Macht im Jahr 1857 begab sich Labastida ins Exil nach Europa, wo er auf den Sturz der liberalen Regierung sann. Nachdem die Konservativen erneut an die Macht gekommen waren, wurde er von General Miguel Miramón eingeladen, nach Mexiko zurückzukehren. Später begab sich Labastida wiederum ins Exil. Im Jahr 1862 besuchte er Erzherzog Ferdinand Maximilian von Österreich in Triest. Anfang 1863 begegnete er dem Papst Pius IX. Am 18. März 1863 ernannte Pius IX. Labastida zum Erzbischof von Mexiko.

## Intervention
Hauptartikel: Französische Intervention in Mexiko

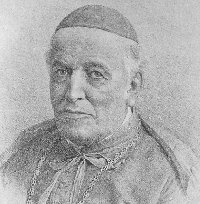
Erzbischof von Mexiko Pelagio Antonio de Labastida y Dávalos

Am 10. Juni 1863 trafen französische Truppen in der mexikanischen Hauptstadt ein, der General Élie-Frédéric Forey berief ein Konzil der Adligen ein, um die Grundlagen für ein Mexikanisches Kaiserreich zu schaffen. Es blieb nur zu bestimmen, wem die Krone zuteilwerden sollte. Labastida war derjenige, der Erzherzog Ferdinand Maximilian von Österreich vorschlug, dessen Wahl auch einträchtig bejubelt wurde.
Am 21. Juni 1863 wurde Labastida vom Konzil der Adeligen zusammen mit Juan Nepomuceno Almonte und José Mariano Salas zur Regentschaft auserkoren. Das Triumvirat entsandte eine Delegation nach Europa, um die Krone Maximilian von Österreich anzubieten. Labastida wurde am 17. November 1863 wegen eines Zwistes mit François-Achille Bazaine, dem Befehlshaber der französischen Truppen, abgesetzt, weil Bazaine das napolénonische Programm bezüglich der kirchlichen Güter durchzusetzen suchte. Juan Bautista de Ormaechea, der Bischof von Tulancingo, war sein Nachfolger. Ebenso verschlechterte sich seine Beziehung zu Maximilian, als Letzterer die Religionsfreiheit ausrief. Pelagio Antonio de Labastida y Dávalos schrieb in Bezug auf die kirchlichen Güter, die Vertreter der Oligarchie betrachten den Verlust der kirchlichen Reichtümer gleichgültig oder tragen ihn sogar mit, wodurch sie die sie selbst verbergende Schutzmauer zerstören.
Nach dem Ende des Kaiserreiches und der Einführung der Republik 1867 kehrte Labastida nach Europa zurück, ohne von seinem Amt des Erzbischofs zurückzutreten. In dieser Funktion beteiligte sich Pelagio Antonio de Labastida y Dávalos am Ersten Vatikanischen Konzil 1869–70. 1871 gestattete ihm der Präsident Benito Juárez, in sein Land zurückzukehren.